# Joana Beaufort
Joana Beaufort (c. 1404 - Castelo de Dunbar, 15 de julho de 1445), foi rainha consorte da Escócia de 1424 a 1437 como esposa do rei Jaime I da Escócia. Enquanto o seu filho Jaime II não atingiu a maioridade, Joana foi, de 1437 a 1439, regente da Escócia.
Entre seus descendentes está o ator britânico Guy Ritchie.

## Origens
Joana era filha de João Beaufort, 1.º conde de Somerset e da sua esposa, Margarida Holland, sendo assim sobrinha do rei Henrique IV de Inglaterra. Joana recebeu o nome em honra da sua tia Joana Beaufort, Condessa de Westmorland. Jaime I da Escócia apaixonou-se por ela durante o período em que esteve prisioneiro em Inglaterra. Diz-se que foi ela a inspiração para o longo poema "The Kingis Quair" que Jaime escreveu quando estava preso.
Joana casou-se com Jaime I no dia 2 de fevereiro de 1424 na Catedral de Southwark, pouco antes de Jaime ser coroado formalmente. O casal foi festejado no Palácio de Winchester pelo tio dela, o Cardeal Henrique Beaufort. Nesse ano Joana acompanhou o seu marido no seu regresso à Escócia. Quando Jaime recebeu as juras de lealdade dos seus súbditos, exigiu que o mesmo juramento fosse prestado à sua esposa, como se ela fosse a sua co-monarca.
Juntos tiveram oito filhos, incluindo o futuro rei Jaime II da Escócia e a Princesa Margarida da Escócia, esposa do rei Luís XI de França.

## Regência
Após o assassinato de Jaime I em 1437, Joana passou a ser regente do seu filho. Ela própria tinha sido um alvo dos assassinos do marido, mas escapou ferida do local do crime, assumiu a custódia do seu filho e declarou a regência. A ideia de ter o país governado por uma inglesa não foi popular e por isso Archibald Douglas foi proclamado co-regente. Joana ordenou que o lado da família Stewart descendente de Roberto II fosse executado por serem eles os responsáveis pelo assassinato de Jaime e proteger também a sua posição e a do filho. Foi regente durante dois anos.